# Exorista thula
Exorista thula är en tvåvingeart som beskrevs av Morewood och Wood 2002. Exorista thula ingår i släktet Exorista och familjen parasitflugor.
Artens utbredningsområde är Nunavut. Inga underarter finns listade i Catalogue of Life.